# Nazobčanke
Nazobčanke (znanstveno ime Neolentinus) so rod gliv iz družine Gloeophyllaceae.

## Značilnosti
Nazobčanke so usnjate do olesenele gobe, ki razkrajajo les, imajo lističe z nazobčanimi ostrinkami, dimitičen hifni sistem in bele dvojedrne trose. Nekoč so bile uvrščene v rod strnjenk (Lentinus), a so molekularne filogenetske analize pokazale, da njimi niso v sorodu. Najopaznejša  razlika med tema rodovoma je, da nazobčanke na lesu povzročajo rjavo razpadanje lesa, medtem ko strnjenke povzročajo tako imenovano belo gnilobo.

## Seznam nazobčank Slovenije[5]
- smolasta nazobčanka (Neolentinus adhaerens)
- koškasta nazobčanka (Neolentinus cyathiformis)
- luskata nazobčanka (Neolentinus lepideus)
- sredozemska nazobčanka (Neolentinus ponderosus)